# Aleksander Nowicki
Pour les articles homonymes, voir Nowicki.

a Compétitions nationales et continentales officielles uniquement.

b Matchs officiels uniquement.
Dernière mise à jour le 10/04/2021.
Aleksander Nowicki, né le 14 février 1992 à Villefranche-sur-Saône, est un joueur polonais de rugby à XV qui évolue au poste de troisième ligne. 

## Biographie
Aleksander Nowicki est le fils de Jaroslaw Nowicki, ancien talonneur du CS Villefranche. Il naît en France pendant que son père est joueur, puis rentre en Pologne avec sa famille. Cette dernière s'installe à Łomianki. Jaroslaw Nowicki entraîne alors le club de rugby de la ville, où débute Aleksander. Mais à 10 ans, il se tourne vers le basket-ball. Cinq ans plus tard, il revient au rugby et rejoint l'AZS-AWF Varsovie (pl).
A 19 ans, il quitte l'AZS-AWF pour rejoindre le RC Lechia Gdańsk, où il débute avec les séniors. Dès sa première saison en sénior, il obtient une sélection en équipe de Pologne, mais les relations se compliquent avec la fédération polonaise autour de son transfert de Varsovie à Gdańsk. Il finit par être suspendu de toute rencontre internationale. Avec son club, il remporte le titre de champion de Pologne.
À la suite du titre, il part en France et intègre l'effectif du CA Saint-Étienne, avec lequel il joue principalement en espoirs. Il y dispute néanmoins deux rencontres de Fédérale 1. A l'intersaison, il passe des tests pour intégrer le centre de formation de Provence rugby, mais signe finalement à l'AS Mâcon. D'abord remplaçant à son poste, il va petit à petit gagner en importance pour devenir un joueur clef de Mâcon,. Pendant sa période à Mâcon, il va retrouver la sélection nationale, et joue régulièrement avec.
En 2019, après 84 matchs avec Mâcon, il quitte le club et rejoint le Rugby club Hyères Carqueiranne La Crau. Il devient alors moins disponible pour l'équipe polonaise, la concurrence étant forte à son poste. Après une lourde défaite face au Portugal, il critique vivement la fédération polonaise sur plusieurs points. Il met en avant le fait que l'équipe ait eu à jouer avec des maillots inadaptés, mais aussi pointe du doigt l'organisation du match, qui se tient en plein hiver quand la saison de club en Pologne est à l'arrêt et sans aucune préparation préalable. Il reporte néanmoins le maillot de la sélection en fin 2019 pour affronter la Suisse.

## Statistiques

### En sélection
| Année | Compétition      | Matchs | Points | Essais | Transf. | Drops | Pénal. |
| ----- | ---------------- | ------ | ------ | ------ | ------- | ----- | ------ |
| 2012  | ENC 1B 2010-2012 | 1      | -      | -      | -       | -     | -      |
| 2015  | ENC 1B 2014-2016 | 3      | -      | -      | -       | -     | -      |
| 2016  | ENC 1B 2014-2016 | 1      | 5      | 1      | -       | -     | -      |
| 2016  | RET 2016-2017    | 1      | -      | -      | -       | -     | -      |
| 2017  | RET 2016-2017    | 1      | -      | -      | -       | -     | -      |
| 2017  | RET 2017-2018    | 1      | -      | -      | -       | -     | -      |
| 2018  | RET 2017-2018    | 2      | -      | -      | -       | -     | -      |
| 2019  | RET 2018-2019    | 1      | -      | -      | -       | -     | -      |
| 2019  | RET 2019-2020    | 1      | -      | -      | -       | -     | -      |
| Total | Total            | 12     | 5      | 1      | -       | -     | -      |

| Essai | Adversaire | Lieu                    | Compétition      | Date          | Résultat | Score |
| ----- | ---------- | ----------------------- | ---------------- | ------------- | -------- | ----- |
| 1     | Pays-Bas   | NRCA Stadium, Amsterdam | ENC 1B 2014-2016 | 30 avril 2016 | Défaite  | 40-16 |